# سام كوركوران
سام كوركوران (بالإنجليزية: Sam Corcoran)‏ (5 فبراير 1991 في المملكة المتحدة - ) هو لاعب كرة قدم بريطاني في مركز الوسط. لعب مع كولتشستر يونايتد وهايز وييدينغ يونايتد ‏ ونادي تشيلمسفورد وسانت ألبانز سيتي ولوستوفت تاون ‏ ونادي ويلدستون لكرة القدم.

## وصلات خارجية
- سام كوركوران على موقع قاعدة بيانات كرة القدم.إي يو (الإنجليزية)
- سام كوركوران على موقع Soccerbase.com (لاعب) (الإنجليزية)
- سام كوركوران على موقع Soccerway.com (الإنجليزية)